# Кудь-Сверчков, Сергей Владимирович
Серге́й Влади́мирович Кудь-Сверчко́в (род. 23 августа 1983, Ленинск (ныне Байконур), Кзыл-Ординская область, Казахская ССР, СССР) — российский космонавт-испытатель, 124-й космонавт Российской Федерации (удостоверение космонавта под номером 148), отряд космонавтов Госкорпорации «Роскосмос», базирующийся в ФГБУ НИИ ЦПК. Герой Российской Федерации (2022).
14 октября 2020 года в 8:45:04 мск стартовал с площадки № 31 космодрома Байконур в качестве бортинженера экипажа космического корабля «Союз МС-17» и бортинженера экипажа Международной космической станции по программе МКС-63/64 основных космических экспедиций. 17 апреля 2021 года вернулся на Землю.

## Биография
В 1990—1996 годах учился в школе № 9 города Мытищи. В 2000 году окончил школу № 20 города Королёв. С 2000 года учился в МГТУ им. Н. Э. Баумана по специальности «Ракетные двигатели» (кафедра Э1). Окончил его с отличием в 2006 году.

## Профессиональная деятельность
С августа 2006 года работал в РКК «Энергия» инженером 2-й категории, с декабря 2009 года — инженером 1-й категории.

## Космическая подготовка
На заседании Главной медицинской комиссии (ГМК) 19 декабря 2008 года был признан годным по состоянию здоровья к спецтренировкам.
На заседании Межведомственной комиссии по отбору космонавтов 26 апреля 2010 года был рекомендован для зачисления кандидатом в космонавты-испытатели отряда космонавтов РКК «Энергия». Приказом руководителя Роскосмоса № 84 от 26 мая 2010 года назначен на должность кандидата в космонавты-испытатели отряда РКК «Энергия».
15 ноября 2010 года в соответствии с приказом начальника Центра подготовки космонавтов № 469 от 15 ноября 2010 года приступил к полуторагодичной общекосмической подготовке в Центре подготовки космонавтов имени Гагарина.
Во исполнение приказа Роскосмоса о создании единого отряда космонавтов уволился из РКК «Энергия», 22 января 2011 года переведён в отряд космонавтов Роскосмоса на должность кандидата в космонавты ФГБУ НИИ ЦПК
В январе 2011 года принимал участие в тренировках на выживание в подмосковном лесу в составе условного экипажа вместе с Олегом Новицким и Кевином Фордом. В июле 2011 года прошёл лётную подготовку: знакомство с самолётом Л-39 и техникой полёта, выполнение полётов в дневную и ночную смену, освоение фигур сложного и высшего пилотажа.
17 ноября 2011 года на подмосковном аэродроме Чкаловский приступил к тренировкам в условиях невесомости, воспроизводимой на борту самолёта-лаборатории (СЛ) Ил-76 МДК. Прежде чем получить допуск к полётам, прошёл теоретическую подготовку: изучил руководящие документы, ознакомился с конструкцией, техническими характеристиками СЛ Ил-76 МДК и методикой выполнения полётов с воспроизведением невесомости, а так же с объёмом и содержанием упражнений и заданий, предусмотренных программой каждого полёта. Программой предусмотрено 10 полётов с воспроизведением режимов невесомости.
13 марта 2012 года приступил к тренировкам по внекорабельной деятельности (ВКД) в гидролаборатории ЦПК им. Ю. А. Гагарина, которая предусматривает подготовку к типовым операциям ВКД в модификации скафандра «Орлан-МК», приспособленной для работы под водой. Выполнил 3 погружения: два были направлены на получение и отработку навыков внекорабельной деятельности, третье занятие — итоговое.
После окончания общекосмической подготовки был допущен к Государственному экзамену, который сдал 31 июля 2012 года. 3 августа 2012 года на заседании Межведомственной квалификационной комиссии (МВКК) по оценке подготовки кандидатов в космонавты-испытатели набора 2010 года получил квалификацию «космонавт-испытатель».
С 10 по 12 августа 2012 года на космодроме Байконур в составе условного экипажа вместе с Андреем Бабкиным и Денисом Матвеевым принимал участие в практической отработке действий экипажа после приземления в условиях пустынной местности.
8—9 июля 2014 года на базе 179-го учебного Центра МЧС (г. Ногинск, Московской области) участвовал в тренировках по подъёму на борт вертолёта, находящегося в режиме зависания.
В сентябре 2014 года принял участие в лётных тренировках по проведению визуально-инструментальных наблюдений (ВИН) природных и антропогенных объектов озера Байкал и прилегающих к нему территорий. Тренировки выполнялись с борта самолета-лаборатории Ту-134-ЛК.
В ноябре 2016 года вместе с А. Шкаплеровым, О. Артемьевым и А. Федяевым принял участие в тренировках по действиям экипажей в случае нештатной посадки в гористой местности. Тренировки проходили в Туапсинском районе Краснодарского края.
В мае-июне 2018 года вместе с С. Рыжиковым и А. Кикиной проходил специальную парашютную подготовку космонавтов (СППК) в Татарстане.
24 августа 2019 года назначен вместе с С. Рыжиковым в дублирующий экипаж экспедиции МКС-65/66.
C октября 2019 года проходил подготовку в составе основного экипажа «МКС-64» в качестве бортинженера ТПК «Союз МС-17» и МКС-64/65.
29 мая 2020 года утверждён в состав основного экипажа КК «Союз МС-17» в качестве бортинженера.
20 января 2022 года Межведомственная комиссия по отбору космонавтов утвердила его в качестве командира дублирующего экипажа экспедиции МКС-72. 4 июня 2022 года на сайте ЦПК им. Ю.А.Гагарина появилась информация о переводе его в основной экипаж МКС-72.
1 июля 2022 Приказом начальника ЦПК назначен командиром группы космонавтов-испытателей.
10 февраля 2023 года экипаж в составе Сергея Кудь-Сверчкова, Александра Горбунова и Алексея Зубрицкого отработал навыки выживания в зимнем лесу.
В мае 2023 года на сайте ЦПК имени Ю. А. Гагарина появилась информация, что Сергей Кудь-Сверчков проходит подготовку в качестве командира корабля дублирующего экипажа космической экспедиции МКС-73. 21 августа 2024 года решением Межведомственной комиссии по отбору космонавтов назначен в основной экипаж экспедиции МКС-74 и командиром корабля «Союз МС-28».

## Полёт

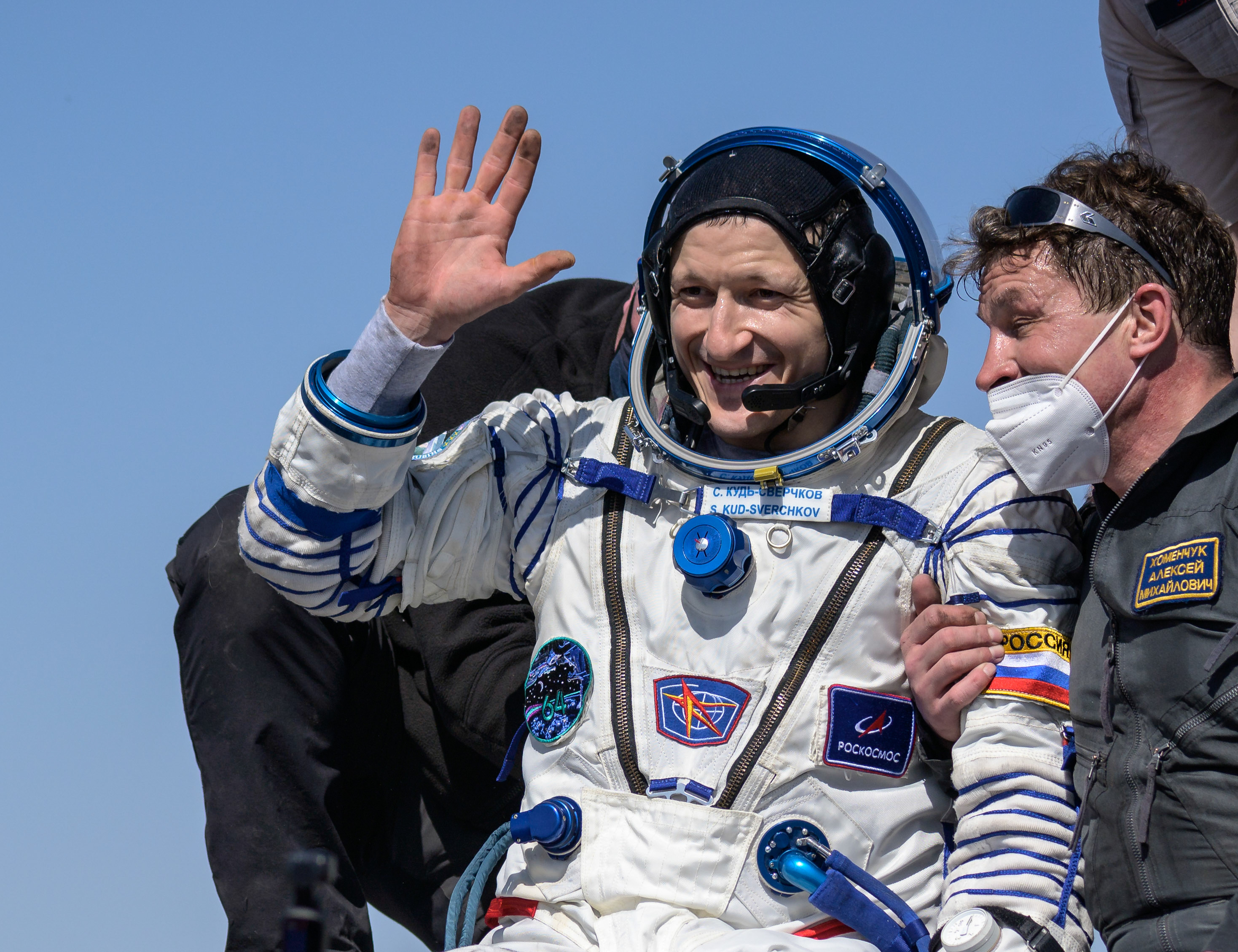
Сергей Кудь-Сверчков после приземления

Стартовал 14 октября 2020 года в 8:45:04 мск с площадки № 31 космодрома Байконур в качестве бортинженера экипажа космического корабля «Союз МС-17» и бортинженера экипажа Международной космической станции по программе МКС-63/64 основных космических экспедиций. Командир экипажа «Союз МС-17» — космонавт Роскосмоса Сергей Рыжиков, бортинженер — астронавт НАСА Кэтлин Рубинс. Сближение ТПК «Союз МС» с МКС проводилось по «сверхбыстрой», двухвитковой схеме. Корабль причалил к модулю «Рассвет» российского сегмента МКС через 3 часа 3 минуты после старта.
18 ноября 2020 года в 18:12 МСК, Сергей Кудь-Сверчков и Сергей Рыжиков совершили выход в открытый космос (55-й по российской программе работ за пределами МКС, ВКД-47).
Космонавты переключили антенну для обеспечения связи в скафандрах «Транзит-Б» с модуля «Пирс» на модуль «Поиск». Вскоре они сняли с «Пирса» соединительные разъёмы, которые два года подвергались условиям космического вакуума. Эти разъёмы будут использоваться при стыковке будущих кораблей. Космонавты также заменили планшет эксперимента «Импакт» по изучению влияния выбросов из сопел двигателей ориентации служебного модуля «Звезда».
Для обоих космонавтов это был первый в карьере выход.
17 апреля 2021 года в 07:55:12 мск, спускаемый аппарат транспортного пилотируемого корабля «Союз МС-17» совершил штатную посадку в расчётной точке на территории Казахстана.
Статистика
| # | Стартовый корабль | Старт, UTC        | Экспедиция            | Корабль посадки | Посадка, UTC      | Налёт                      | Выходы в открытый космос | Время в открытом космосе |
| - | ----------------- | ----------------- | --------------------- | --------------- | ----------------- | -------------------------- | ------------------------ | ------------------------ |
| 1 | Союз МС-17        | 14.10.2020, 05:45 | Союз МС-17, МКС-63/64 | Союз МС-17      | 17.04.2021, 04:55 | 184 суток 23 часа 10 минут | 1                        | 6 часов 47 минут         |

## Награды
- Герой Российской Федерации (15 июля 2022 года) — за мужество и героизм, проявленные при осуществлении длительного космического полёта на Международной космической станции[12]
- Лётчик-космонавт Российской Федерации (15 июля 2022 года) — за мужество и героизм, проявленные при осуществлении длительного космического полёта на Международной космической станции[12]
- Медаль Ю. А. Гагарина (Роскосмос, июль 2021 года) — за успешное выполнение программ полёта на Международной космической станции[13].